# 艾利·雷諾斯
艾利·皮爾斯·雷諾斯（英語：Allie Pierce Reynolds，1917年2月10日—1994年12月26日），綽號「Superchief」，為美國職棒大聯盟的投手。他生涯曾待過印地安人與洋基等隊。他與維克·拉斯奇及艾迪·洛培特在1950年代初組成洋基隊的三巨投，他們也幫助洋基完成史無前例的世界大賽五連霸。

## 職業生涯

### 克里夫蘭印地安人
1942年9月17日，雷諾斯登上大聯盟。該年他僅以後援投手身分出賽2場比賽。後來球隊王牌鮑伯·費勒因為二戰緣故加入美軍服役，加上雷諾斯當時因為體檢未過所以無法當兵。因此球隊讓雷諾斯擔任先發投手，希望他能成為球隊的新王牌。
1943年6月20日，雷諾斯完成生涯首次先發。而當時的總教練也讓他在先發後援兩頭跑，該年他以151次三振拿下三振王，然而他也丟出高達109次保送。1945年，他更是投出美聯最多的130次保送。
總計雷諾斯在印地安人的這五年間，他出賽139場比賽，其中100場是先發。他在印地安人也投出過41次完投，9次完封與8次救援成功。

### 紐約洋基
1946年10月11日，雷諾斯被印地安人交易至洋基隊，換來喬·高登。當時因為洋基需要補強投手而向印地安人達成此交易，印地安人一開始提出用高登向洋基交易一名投手。而洋基總管還一度想用喬·迪馬喬去交換印地安人的投手Red Embree，但是最後被迪馬喬拒絕了。後來迪馬喬也因為看中了雷諾斯的潛力而去建議球隊挖角他。
加入洋基後，雷諾斯躍身成為球隊王牌。1949年，他與維克·拉斯奇及艾迪·洛培特組成了洋基三巨投，並幫助洋基奪下史無前例的五連霸。雷諾斯在洋基的前五個球季平均能貢獻17.5勝，以及14次完投。
1950年，儘管受到骨軟骨炎的傷勢困擾，雷諾斯還是拿下了16勝。後來他在1951年球季初動了手術，並延後一週登板。
1951年7月12日與9月28日，雷諾斯投出無安打比賽。他成為美聯第一位單季投出兩次無安打比賽的投手，同時也是繼1938年的強尼·凡德·米爾後，第一位單季連續投出兩場無安打比賽的投手。而至今也只有6位投手能夠達成單季投出兩次無安打比賽這項紀錄。
1953年，球隊開始讓雷諾斯擔任後援投手。不過該季他還是先發了15場比賽，並有5次完投。該年7月，雷諾斯因為背傷而缺席比賽。後來他在世界大賽的第一場先發，不過因為傷勢關係，後來他在最後兩場比賽都擔任後援投手，而洋基也以4勝2敗打敗道奇。
1951年，雷諾斯寫下美聯最多的7次完封勝。1952年，雷諾斯拿下20勝8敗，這也是他生涯首次單季突破20勝。這年他還拿下防禦率王與三振王。
他生涯一共入選過6次明星賽。而他在洋基也參與了6次世界大賽，6次都拿下冠軍。他在世界大賽一共拿下7勝2敗，防禦率2.79。而他在世界大賽的打擊率也有3成08。
雷諾斯生涯也差點拿下兩座MVP，他在1951年的MVP票選中排名第三，1952年的MVP票選則是僅次於鮑比·尚茨。
1953年，洋基隊的巴士在費城的高架橋上發生車禍，導致雷諾斯背傷加劇。最後他於1954年球季後宣布退休。

## 紀念
1989年8月26日，洋基隊將雷諾斯的牌匾放在球隊主場中外野的紀念碑公園內以茲紀念。1986年，雷諾斯入選奧克拉荷馬州名人堂。當地的棒球場甚至還以他命名。
1993年，雷諾斯獲得Jim Thorpe終身成就獎。

### 名人堂票選
1968年，雷諾斯首次獲得名人堂票選資格。該年他的得票率為33.6%。雖然未達75%得票率無法入龕名人堂，不過當時他的票數還領先著亞齊·沃恩、皮·維·瑞斯、菲爾·里茲圖、喬治·凱爾、哈爾·紐豪瑟、鮑伯·雷蒙與鮑比·多爾等未來的名人堂球員。
2009年，名人堂選出了10位於1943年以前登上大聯盟的球員進入大聯盟史上唯一一次的名人堂補選。然而雷諾斯僅獲得8票，距離入選名人堂依舊差了9票。
2011年，黃金世代委員會 (Golden Era Committee)舉辦了名人堂投票。結果雷諾斯低於三票，還是未能入選名人堂。
棒球專欄作家Rob Neyer認為雷諾斯的生涯成就不亞於傑西·海恩斯、雷夫提·高梅茲與韋特·霍伊特等幾位名人堂選手，他覺得雷諾斯應該是位有資格入選名人堂的選手。後來紐約城市大學的教授Michael Hoban透過賽伯計量學算出Bill James發明的配勝場數 (Win Share)，發現雷諾斯的數據遠低於海恩斯與高梅茲，很有可能就是雷諾斯遲遲進不了名人堂的原因。

## 晚年
雷諾斯在退休成為了一名成功的石油大亨。而他退休後仍然是大聯盟球員工會的成員之一，他還會以球員代表身分與球團談判退休金。
1969年，雷諾斯成為3A的聯盟主席。1971年，他因為想要多花時間陪伴家人以及從事其他興趣而辭職。後來他於1978年因為淋巴瘤與糖尿病的併發症去世，留下一子一女，8個孫子與10個曾孫。
1991年，他入選至奧克拉荷馬州的名人堂。

## 外部連結
- 球員資訊和成績在MLB ，ESPN，Retrosheet ，Baseball Reference ，Baseball Reference (Minors) ，Fangraphs ，The Baseball Cube ，Baseball Almanac （英文）

| 成就                         | 成就                                             | 成就                             |
| ---------------------------- | ------------------------------------------------ | -------------------------------- |
| 前任： 鮑伯·費勒 艾利·雷諾斯 | 投出無安打比賽的投手 1951年7月12日 1951年9月28日 | 繼任： 艾利·雷諾斯 Virgil Trucks |